# L'Épinay-le-Comte
L'Épinay-le-Comte är en kommun i departementet Orne i regionen Normandie i nordvästra Frankrike. Kommunen ligger i kantonen Passais som tillhör arrondissementet Alençon. År 2018 hade L'Épinay-le-Comte 167 invånare.

## Befolkningsutveckling
Antalet invånare i kommunen L'Épinay-le-Comte
| Referens: INSEE |